# Werkendam
Werkendam  è una località ed ex-municipalità dei Paesi Bassi, situata nella provincia del Brabante Settentrionale. Aveva una estensione complessiva di 124,7 km², di cui circa il 10% acqua. All'inizio del 2010 aveva 26 382 abitanti.
Soppressa il 1º gennaio 2019, il suo territorio, assieme a quello delle ex-municipalità di Aalburg e di Woudrichem, è andato a formare la nuova municipalità di Altena.
Il comune costituiva la parte occidentale del cosiddetto “Land van Heusden en Altena” attraversato dall'autostrada A27 Utrecht-Breda in direzione nord-sud. La stazione ferroviaria più vicina si trova nel vicino comune di Gorinchem, situato a Nord-Est rispetto a Werkendam.

## Storia
Werkendam ebbe origine a metà del XIII secolo presso un piccolo fiume “De Werken”, originato forse dalla creazione di opere di arginamento delle acque. Nel 1641 gran parte del villaggio fu devastata da un incendio. Werkendam è stato da sempre paese di marinai data la sua posizione favorevole tra Rotterdam e la regione della Ruhr.
Dussen nacque intorno al suo castello, costruito nel 1393. Il paese e il castello furono distrutti dall'alluvione del 1421. Nel 1456 il castello, dimora del signore del posto, era stato ricostruito. Dussen è stato un comune autonomo fino al 1997, di cui il castello fu municipio dal 1954 al 1997.

## Luoghi e monumenti
Appartenevano al comune di Werkendam:
- il paese di Dussen, con l'omonimo castello.
- il paese di Hank con il suo porto per yacht ai confini del Parco Nazionale De Biesbosch
- i paesi Sleeuwijk e Nieuwendijk, che possiedono alcuni dei più notevoli mulini e fattorie della zona
- una parte della zona protetta Biesbos o De Biesbos con museo distante 12 km da Werkendam

## Economia
Werkendam possiede alcuni grossi porti interni, che sono attrezzati principalmente per la manutenzione e la riparazione di navi di rotta sul Reno e canali interni. Molte navi scavatrici provengono da Werkendam. Sono rilevanti soprattutto l'agricoltura e il turismo legato agli sport d'acqua.

## Amministrazione

### Gemellaggi
- Tulcea, dal 2001[1]